# Paraminabea
Paraminabea is een geslacht van neteldieren uit de klasse van de Anthozoa (bloemdieren).

## Soorten
- Paraminabea acronocephala (Williams, 1992)
- Paraminabea aldersladei (Williams, 1992)
- Paraminabea arborea Williams & Alderslade, 1999
- Paraminabea cosmarioides (Williams, 1992)
- Paraminabea goslineri (Williams, 1992)
- Paraminabea hongkongensis Lam & Morton, 2008
- Paraminabea indica (Thomson & Henderson, 1905)
- Paraminabea kosiensis (Williams, 1992)
- Paraminabea robusta (Utinomi & Imahara, 1976)
- Paraminabea rubeusa Benayahu & Fabricius, 2010